# Battling Jane
Battling Jane er en amerikansk stumfilm fra 1918 af Elmer Clifton.

## Medvirkende
- Dorothy Gish som Jane
- George Nichols som Dr. Sheldon
- May Hall som Mrs. Sheldon
- Katherine MacDonald
- Bertram Grassby